# Crida Nacional per la República
La Crida Nacional per la República (CNxR, o simplemente Crida; en español: «Llamamiento Nacional por la República») fue un movimiento político español radicado en Cataluña, de corta existencia y conformado en torno a la figura de Carles Puigdemont. Inicialmente constituido como asociación, más tarde llegó a ser registrado como partido político sin llegar nunca a poner esa nueva condición en práctica. Abogó, sin éxito, por la unidad política y estratégica del independentismo catalán.
Fue impulsado en julio de 2018 como una plataforma política por diversas figuras relevantes de la coalición Junts per Catalunya (JuntsxCat) como Carles Puigdemont, Quim Torra y Jordi Sànchez, abogando por «constituir un movimiento por la república [...] basado en la radicalidad democrática y la transversalidad ideológica». En enero de 2019 se conformó como partido político, pero nunca llegó a presentarse a unas elecciones.
Finalmente, los demás partidos independentistas no se sumaron a la unidad promulgada por este partido, y el entorno de Puigdemont pasó a impulsar el «nuevo» partido político Junts per Catalunya. Consecuencia de todo ello, en septiembre de 2020 fue aprobada tanto su disolución como la creación de la nueva Fundación Crida Nacional per la República (que ejercería como think tank vinculado a dicho partido).

## Historia

### Plataforma (2018)
La presentación oficial de la Crida se realizó el 16 de julio de 2018, siendo impulsado por Carles Puigdemont, Quim Torra y Jordi Sànchez, con el apoyo de intelectuales como Agustí Colomines y Ferran Mascarell. Integrantes del Partido Demócrata Europeo Catalán (PDeCAT) como Josep Rull y Jordi Turull se sumaron a esta plataforma desde un inicio, pidiendo a su partido que se uniera con este nuevo espacio político del independentismo catalán.
Así, esta plataforma se definiría como un «movimiento soberanista de amplio espectro y transversal», haciendo un llamamiento a la unidad de todo el independentismo catalán para «hacer efectivo» el mandato del 1 de octubre y la república catalana
No obstante, los principales partidos independentistas no tardaron en rechazar la llamada a la unidad de esta plataforma. Por un lado, la CUP y ERC calificaron a la Crida como un movimiento de derechas dirigido realmente a reestructurar el espacio postconvergente. Por otro, el PDeCAT (en pleno período de reordenación interna tras la dimisión de Artur Mas como su presidente) optó por mantener su autonomía.

### Partido político (2019)
En enero de 2019 se anunció la inscripción de esta plataforma como partido político en el registro de partidos políticos del Ministerio del Interior.
De esta forma, el 26 de enero de 2019 la Crida celebró su Congreso Fundacional, resultando elegido presidente Jordi Sànchez y, como secretario general, Antoni Morral. Este último definiría la Crida como «una organización que pretende hacer acción política pero que no quiere ser un partido», que «se sitúa en la centralidad política del país» porque «surge del mandato transversal del 1-O». También intervino el president de la Generalitat Quim Torra, quien advirtió «Estad preparados porque este es el año de esto, de la libertad, de la unidad y de la república» e insistió en la investidura de Puigdemont como «objetivo prioritario».
Sin embargo, el entorno de Puigdemont y la nueva directiva del PDeCAT (David Bonvehí y Míriam Nogueras) optaron, de cara al ciclo electoral del 2019, por mantener el statu quo y volver a presentarse conjuntamente bajo el paraguas de la coalición JuntsxCat. Como consecuencia, la Crida no concurrió a ninguna de las elecciones celebradas ese año (elecciones generales de abril de 2019, europeas y municipales en mayo, y repetición de las generales en noviembre).

### Disolución (2020)
Tras todo ello, y ante las dificultades de la reestructuración de la coalición JuntsxCat como un partido unificado (al negarse el PDeCAT a disolverse), en julio de 2020 el entono de Puigdemont tomó el control del partido Junts per Catalunya (Junts), inscrito desde 2018 pero sin actividad propia hasta entonces (la coalición JuntsxCat y el partido Junts son homónimos, pero entidades diferentes).
De esta forma, atendiendo a la irrupción de Junts y al fracaso de este proyecto en unificar al independentismo, la dirección de la Crida propuso a la militancia su disolución como partido político y refundación como think tank vinculado a dicho partido Junts. Esta propuesta fue secundada el 19 de julio de 2020 en una consulta no vinculante por una mayoría del 95 %.
Finalmente, la Crida concluyó su última Asamblea General el 30 de septiembre de 2020, siendo aprobada la disolución definitiva del partido y la creación de la nueva Fundación Crida Nacional per la República por el 94 % de los participantes (un 55 % del conjunto de la militancia).

## Ideología
Propugnadora de la independencia de Cataluña, la iniciativa de la Crida ha sido descrita como populista y como una suerte de «peronismo convergente», incorporadora de una pulsión movimentista refractaria a los partidos políticos como agentes de intermediación política; en palabras de uno de sus ideólogos, Ferran Mascarell pretende «superar» los partidos.
A través de la academia relacionada con la izquierda nacionalista española, se ha observado en la organización la pretensión de combinar el «momento populista» (Chantal Mouffe) con una nostalgia por el nacionalismo convergente de las décadas de 1980 y 1990 que identificó a Cataluña y el nacionalismo catalán con la figura de Jordi Pujol.